# Јуначки герилац
Јуначки герилац (шп. Guerillero heróico) култна је фотографија која приказује револуционара Че Гевару, а снимио ју је Алберто Корда. Снимљена је 5. марта 1960. године, у Хавани, Куба, на комеморацији за жртве експлозије Ла Кубре и до краја шездесетих претворила харизматичног вођу у културну икону. Корда је изјавио да га је у тренутку кад је снимао слику привукао Геварин израз лица, који је исказивао апсолутну непомирљивост, као и љутњу и бол. Много година касније, Корда ће рећи да је фотографија показала Чеов чврст и стоички карактер. У време кад је фотографија снимљена, Гевара је имао 31 годину.
Истичући општу свеприсутност и прихваћеност те фотографије, Факултет уметности института Мериленд назвао ју је симболом 20. века и најпознатијом светском фотографијом. Њезине су верзије сликане, штампане, дигитализоване, везене, тетовиране, умнажане ситоштампом, извајаване и исцртаване на готово свим могућим замисливим површинама, што је довело до тога да је Музеј Викторија и Алберт објавио како је та фотографија репродукована више од било које друге у историји фотографије. Теоријска размишљања Џонатана Грина, директора Калифорнијског музеја фотографије, казују како је Кордина слика пронашла свој пут до свих светских језика. Постала је алфанумерички знак, хијероглиф, инстант-симбол. Загонетно се увек изнова појављује где год постоји неки сукоб. Нема ничега сличног у историји што је служило на тај начин.
Њена историја и савремени глобални утицај теме су документарног филма Chevolution из 2008. године, у режији Трише Циф, као и књиге Чеов загробни живот: оставштина једне слике аутора Мајкла Кејсија из 2009. године.